# Agaricochaete
Agaricochaete Eichelb. – rodzaj grzybów z rodziny boczniakowatych (Pleurotaceae).

## Gatunki
- Agaricochaete hericium Eichelb. 1906
- Agaricochaete indica Natarajan & Raman 1980
- Agaricochaete keniensis Pegler 1977
- Agaricochaete mirabilis Eichelb. 1906

Wykaz gatunków (nazwy naukowe) na podstawie Index Fungorum. Obejmuje on tylko gatunki zweryfikowane o potwierdzonym statusie. Oprócz tych wyżej wymienionych na liście Index Fungorum znajdują się gatunki niezweryfikowane.